# Fosterovenator
Fosterovenator là một chi khủng long, được Dalman mô tả khoa học năm 2014.